# Man of the Moment
Man of the Moment ist ein Theaterstück von Alan Ayckbourn. Es wurde im Mai 1988 am Stephen Joseph Theatre, Scarborough uraufgeführt.

## Handlung
Douglas Beechey, ein früherer Bankangestellter, reist für eine Fernsehdokumentation nach Spanien in die Villa von Vic Parks. Vic Parks ist ein berühmter Fernsehstar, der nur Erfolg in den Medien hatte, weil er vor Jahren die Bank überfallen hatte, in der Douglas arbeitete. Das Treffen der beiden wurde von Jill Rillington arrangiert, die eine Dokumentation über die Lebensverläufe der beiden drehen möchte. Sie erhofft sich einen sensationellen Film über einen neidischen Mr Beechey, der nicht verkraften kann, dass der Verbrecher nach seiner Tat einen derartig großen Erfolg hatte. Doch es stellt sich heraus, dass Douglas ein bescheidener Mensch ist, der für Vic Parks nur Bewunderung empfindet. Vic, der unter anderem in Kinderprogrammen auftritt, ist ein oberflächlicher, arroganter Mensch, der seine Angestellten und seine Frau Trudy schlecht behandelt. Sharon, das übergewichtige Kindermädchen der Parks, ist verliebt in Vic, welcher sie allerdings nur verspottet. Schließlich will Sharon sich umbringen, indem sie versucht, sich im Pool zu ertränken. Trudy und Vic geraten darüber in einen Streit, da er das Mädchen nicht retten will. Durch das Eingreifen von Douglas fällt Vic in den Pool, wo er ertrinkt. Das Ereignis wird schließlich in Jills Fernsehreportage verfälscht dargestellt. Danach soll Vic versucht haben, Sharon zu retten und ist dabei ertrunken. Der Bösewicht des Stücks wird von den Medien zum Held gemacht.

## Zum Inhalt
Ayckbourn kritisiert mit dem Stück die sensationsgierigen Medien. Insbesondere bezieht er seine Kritik dabei auf das Fernsehen. Jill Rillington, eine prototypische Reporterin und Fernsehproduzentin, kennt keine Moral, sondern sie ist nur an einer guten Geschichte interessiert. Die Wahrheit scheint keine Rolle zu spielen solange das Programm bei den Zuschauern Erfolg hat. Dem Zuschauer des Theaterstücks wird oft erst im Nachhinein bewusst, was Realität im Stück ist, und was nur von Jill und ihrer Filmcrew inszeniert wurde.